# Сахельско-Бенинский союз
Сахельско-Бенинский союз (фр. Union Sahel-Bénin) — экономическое и политическое объединение 4 африканских государств Верхняя Вольта (Буркина-Фасо), Нигера, Дагомеи (Бенин) и Берег Слоновой Кости (Кот-д’Ивуар).

## Предыстория
После второй мировой войны Французская Западная Африка вошла во Французский Союз. В 1958 году правительство Пятой французской республики было вынуждено предоставить колониям, входившим в ФЗА, статус автономных республик. Французский Союз был преобразован во Французское сообщество, и Французская Западная Африка формально прекратила своё существование. На входивших в её состав территориях были проведены референдумы, и колонии проголосовали за вхождение в новую структуру — за исключением Гвинеи, которая проголосовала за независимость. Бывшие территории Французской Западной Африки, вошедшие в состав Французского сообщества, были переименованы в «протектораты», а консультативные территориальные ассамблеи — в Национальные ассамблеи.

## История
Стремление к объединению африканских стран берет начало на рубеже 50—60-х годов XX века. Именно в этот период стали создаваться первые интеграционные группировки, которые рассматривались как ключевое направление экономического развития освободившихся от колониальной зависимости стран, инструмент реформирования и интеграции национальных экономик в мировое хозяйство.
Сахельско-Бенинский союз был образован бывшими из бывших колоний Франции Верхняя Вольта, Нигера, Дагомеи и Берега Слоновой Кости осенью 1958 году. Он стал переходным этапом для этих государств от распадавшейся французской колониальной системы к независимости. Это объединение просуществовал недолго и в мае 1959 года был преобразовано в Западноафриканский региональный форум сотрудничества (Conseil de l'Entente).

## Структура
Сахельско-Бенинский союз был обеспечен скромными, но функциональными институтами управления в виде Совета глав государств, министрами по общим делам и президентом национальных ассамблей. Был создан таможенный союз, а также Фонд погашения. Налажено политическое, экономическое и военное взаимодействие.